# Yonglingia
 Yonglingia  G.L.Nesom, 2020  è un genere di piante angiosperme dicotiledoni della famiglia delle Asteraceae, sottofamiglia Asteroideae, tribù Astereae (Aster lineage) e sottotribù Asterinae.

## Etimologia
Il nome del genere (Yonglingia) commemora Yong Ling (1903-1981), esperto di Asteraceae presso l'Istituto di Botanica dell'Accademia Cinese delle Scienze.
Il nome scientifico del genere è stato definito dal botanico Guy L. Nesom (1945-) nella pubblicazione " Phytoneuron. Digital Publications in Plant Biology" (Phytoneuron 2020-57: 1) del 2020.

## Descrizione
Portamento. Le specie di questo genere hanno un habitus di tipo perenne arbustivo-esteso privo di ghiandole.
Fusto. La parte aerea varia da eretta a ascendente, ramosa (quasi tentacolare). Altezza media 50 - 150 cm.
Foglie. Le foglie in genere sono disposte in modo alternato, picciolate o sessili. Si distinguono soprattutto in cauline. La lamina è semplice con forme da strettamente obovate-oblanceolate a ellittico-lanceolata; i margini sono da interi a poco profondo-seghettati. La superficie è glabra priva di ghiandole.
Infiorescenza. Le sinflorescenze sono scapose (capolini solitari) alle ascelle dei rami. Le infiorescenze vere e proprie sono composte da un capolino terminale peduncolato di tipo radiato con fiori eterogami. I capolini sono formati da un involucro, con forme campanulate, composto da diverse brattee, al cui interno un ricettacolo fa da base ai fiori di due tipi: fiori del raggio e fiori del disco. Le brattee, glabre, oblungo-lanceolate con apici acuti, colore scuro e a consistenza erbacea, sono disposte in modo scalato e più o meno embricato su 3 - 4 serie. Il ricettacolo, alveolato, in genere è nudo ossia senza pagliette a protezione della base dei fiori; la forma è piatta o da convessa a conica. Larghezza degli involucri: 2,5 - 3 cm.
Fiori.  I fiori sono tetra-ciclici (formati cioè da 4 verticilli: calice – corolla – androceo – gineceo) e pentameri (calice e corolla formati da 5 elementi). Si distinguono in:
- fiori del raggio (esterni) da 18 a 30 per capolino: sono femminili e sono disposti su una sola serie; la forma è lungamente ligulata terminante con alcuni denti; le ligule, spiralate, sono lunghe 9 – 13 mm e larghe 1 – 2,5 mm;
- fiori del disco (centrali): sono più numerosi con forme tubulose (corolle cilindriche) terminanti con dei lobi triangolari, da espansi a ricurvi; sono ermafroditi (raramente sono funzionalmente maschili); le corolle sono lunghe 3,5 – 4 mm.

- Formula fiorale:

*/x K {\displaystyle \infty }, [C (5), A (5)], G 2 (infero), achenio
- Calice: i sepali del calice sono ridotti ad una coroncina di squame.

- Corolla: i colori della corolla sono giallo e da bianche a rosa o viola chiaro.

- Androceo: l'androceo è formato da 5 stami sorretti da filamenti generalmente liberi; gli stami sono connati e formano un manicotto circondante lo stilo; le teche (produttrici del polline) alla base sono troncate e sono lievemente auricolate (molto raramente sono speronate o hanno una coda); le appendici apicali delle antere hanno delle forme piatte e lanceolate; il tessuto endoteciale (rivestimento interno dell'antera) è quasi sempre polarizzato (con due superfici distinte: una verso l'esterno e una verso l'interno). Il polline è sferico con un diametro medio di circa 25 micron;  è tricolporato (con tre aperture sia di tipo a fessura che tipo isodiametrica o poro) ed è echinato (con punte sporgenti).[9][11]

- Gineceo: l'ovario è infero uniloculare formato da 2 carpelli.[5] Lo stilo (il recettore del polline) è profondamente bifido (con due stigmi divergenti) e con le linee stigmatiche marginali separate.[12] I due bracci dello stilo hanno una forma da lanceolata a deltoide e possono essere papillosi o ricoperti da ciuffi di peli. Lo stilo dei fiori del raggio è supinato.

Frutti. I frutti sono degli acheni con pappo; in alcune specie è presente un certo dimorfismo (gli acheni dei fiori del raggio differiscono dagli acheni dei fiori del disco);
- achenio: gli acheni, con forme ellittico-oblunghe, sono lateralmente compressi con due/quattro nervature laterali; la superficie normalmente è cosparsa da setole, ma priva di ghiandole; la parete dell'achenio è formata da celle contenenti rafidi ma prive di fitomelanina; il carpoforo normalmente è anulare; le setole con punte a forma di ancora non sono presenti;
- pappo: il pappo è formato da 2 serie di setole finemente barbate e subuguali lunghe 3,5 – 4 mm, apicalmente acute o talvolta clavate; le setole sono persistenti; esternamente alle serie di setole può essere presente una coroncina di scaglie.[9]

## Biologia
Impollinazione: l'impollinazione avviene tramite insetti (impollinazione entomogama tramite farfalle diurne e notturne).

Riproduzione: la fecondazione avviene fondamentalmente tramite l'impollinazione dei fiori (vedi sopra).

Dispersione: i semi (gli acheni) cadendo a terra sono successivamente dispersi soprattutto da insetti tipo formiche (disseminazione mirmecoria). In questo tipo di piante avviene anche un altro tipo di dispersione: zoocoria. Infatti gli uncini delle brattee dell'involucro (se presenti) si agganciano ai peli degli animali di passaggio disperdendo così anche su lunghe distanze i semi della pianta. Inoltre per merito del pappo il vento può trasportare i semi anche a distanza di alcuni chilometri (disseminazione anemocora).

## Distribuzione e habitat
Le specie di questo genere sono distribuite in Cina.

## Sistematica
La famiglia di appartenenza di questa voce (Asteraceae o Compositae, nomen conservandum) probabilmente originaria del Sud America, è la più numerosa del mondo vegetale, comprende oltre 23.000 specie distribuite su 1.535 generi, oppure 22.750 specie e 1.530 generi secondo altre fonti (una delle checklist più aggiornata elenca fino a 1.679 generi). La famiglia attualmente (2021) è divisa in 16 sottofamiglie; la sottofamiglia Asteroideae è una di queste e rappresenta l'evoluzione più recente di tutta la famiglia.

### Filogenesi
Il genere di questa voce è descritto nella sottotribù Asterinae, una delle quasi 40 sottotribù della tribù Astereae. In base alle ultime ricerche nella tribù sono stati individuati (provvisoriamente) 5 principali lignaggi:
- Basal grade: include alcuni generi isolati, il gruppo "South American-Oceania",  alcune sottotribù africane e il gruppo dei generi legnosi del Madagascar.
- Bellis lineage: comprende le sottotribù eurasiatiche e una sottotribù africana.
- Aster lineage: include i generi asiatici di Asterinae e i principali gruppi dell'Australia e dell'Oceania.
- Baccharis lineage: include alcuni gruppi sudamericani.
- North American lineage: include la vasta gamma di sottotribù del Nordamerica, Messico e alcuni gruppi distribuiti nel Sudamerica.

Il genere  Yonglingia (insieme alla sottotribù Asterinae) è incluso nel Aster lineage i cui caratteri principali sono: la base delle antere sono prive di code e non sono calcarate (speronate); le linee stigmatiche dei bracci dello stilo sono totalmente separate; i due bracci dello stilo hanno una forma breve o allungata da lanceolata a deltoide e possono essere papillosi o ricoperti da ciuffi di peli (all'esterno, mentre all'interno sono glabri). La distribuzione della maggior parte delle specie di questo gruppo è nelle regioni temperate nord e sud.
La sottotribù Asterinae comprende una trentina di generi suddivisi in 4 rami principali: Psychrogeton - Hersileoides - Asterothamnus - Aster. Il genere di questa voce è incluso nel ramo denominato "Hersileoides branch"  di cui il genere di questa voce è l'unico componente. Le due specie di Yonglingia nelle analisi molecolari appaiono come "basali" (ossia sorelle) ai rami del gruppo "Asterothamnus branch". Inoltre recenti analisi filogenetiche molecolari indicano che queste specie sono evolutivamente isolate, comprendenti un gruppo al di fuori delle Aster sensu stricto., tuttavia non tutte le checklist si sono aggiornate e mantengono le specie di questo genere come sinonimi di Aster.
I caratteri distintivi del genere  Yonglingia sono:
- il portamento è arbustivo;
- le sinflorescenze sono formate da capolini solitari alle ascelle dei rami;
- gli acheni sono privi di ghiandole;
- il genere è endemico della Cina.

Il numero cromosomico delle specie di questo genere è: 2n = 18 (la base è n = 9).

### Elenco delle specie
Questo genere ha 2 specie:
- Yonglingia hersileoides C.K. Schneid.) Nesom
- Yonglingia nitida (C.C. Chang) Nesom